# Francolinus pictus
Francolinus pictus là một loài chim trong họ Phasianidae.

## Hình ảnh

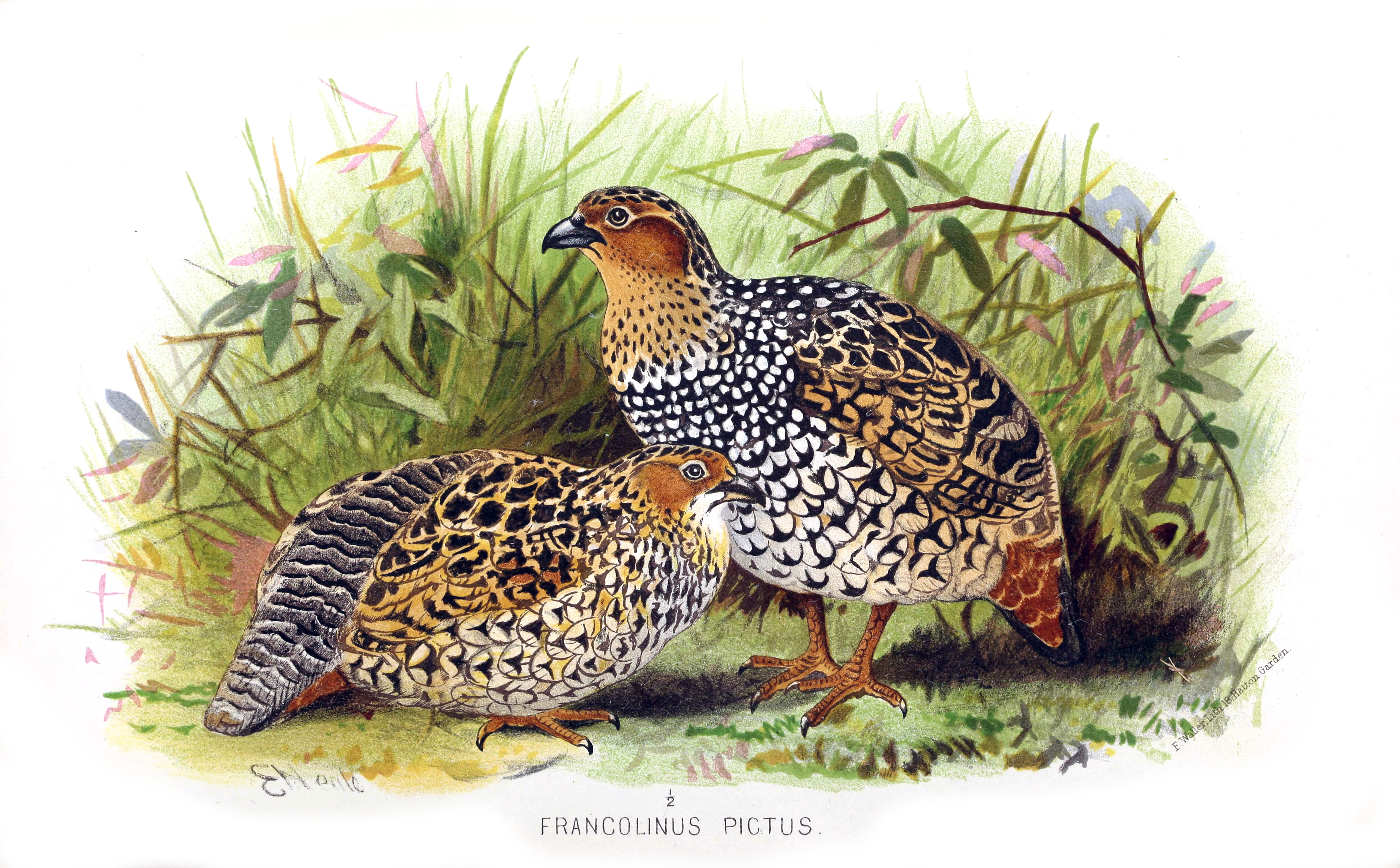
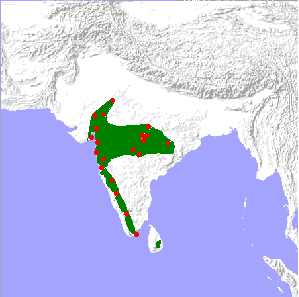
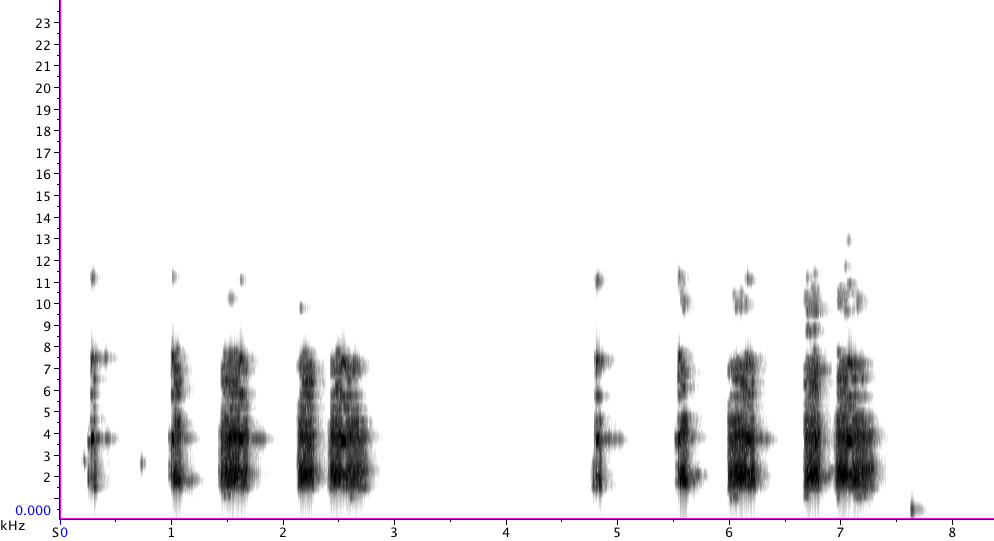